# Пупиљијана (Пистоја)
Пупиљијана је насеље у Италији у округу Пистоја, региону Тоскана.
Према процени из 2011. у насељу је живело 44 становника. Насеље се налази на надморској висини од 382 м.